# Имагина фон Шауенбург
Имагина фон Шауенбург/Шаунберг (на немски: Imagina von Schauenburg/Schaunberg; * ок. 1336 в Юлбах, Бавария; † 5 ноември 1377) е графиня на Шауенбург/Шаунберг и чрез женитба графиня на Йотинген.
Тя е дъщеря на граф Хайнрих V фон Шаунберг († 1353/1357) и първата му съпруга Анна фон Труендинген († 1331/1337), дъщеря на граф Улрих фон Труендинген 'Млади' († 1310/1311) и Имагина фон Изенбург-Лимбург († 1336/1337). Баща ѝ се жени втори път пр. 24 януари 1338 г. с Елизабет фон Оксенщайн († сл. 1338).

## Фамилия
Имагина фон Шауенбург се омъжва на 22 април 1351 г. за граф Лудвиг XI фон Йотинген (* ок. 1320/1329 в Йотинген; † 1 март или 1 май 1370), син на граф Фридрих II фон Йотинген († 1357) и Аделхайд фон Верд († 1387). Той е роднина на курфюрста и немския крал Рупрехт III († 1410). Те имат пет сина и три дъщери:
- Фридрих III († 23 януари 1423), граф на Йотинген, женен I. за Елизабета ди Карара († 24 май 1395), II. 1397 г. за Еуфемия фон Мюнстерберг († 17 ноември 1447)
- Магарета († сл. 13 декември 1360), омъжена пр. 14 септември 1352 г. за граф Хайнрих II фон Еберщайн († 1367)
- Лудвиг 'Млади' († сл. 24 ноември 1385)
- Улрих († сл. 1378)
- Анна († 16 декември 1410 – 5 май 1411), омъжена пр. 3 март 1363 г. за граф Улрих XIII фон Хелфенщайн († 1375)
- Фридрих IV 'Млади' (* 1360, † 19 септември 1415), княжески епископ на Айхщет (1383 – 1415)
- Лудвиг XII (XI) (* ок. 1361, † 28 октомври 1440), граф на Йотинген, дворцов майстер при крал Сигизмунд Люксембургски, женен I. на 15 декември 1374 г. за графиня Беатрикс фон Хелфенщайн († 1385), II. 1420 г. за графиня Агнес фон Верденберг († 17 декември 1474)
- Елизабет (* ок. 1360; † 9 юли 1406), дворцова дама при роднината си курфюрст и немски крал Рупрехт III, омъжена ок. 1 април 1376 г. за ландграф Албрехт I фон Лойхтенберг († 1415)